# Pseudancistrus orinoco
Pseudancistrus orinoco är en fiskart som först beskrevs av Isbrücker, Nijssen och Cala, 1988.  Pseudancistrus orinoco ingår i släktet Pseudancistrus och familjen Loricariidae. Inga underarter finns listade i Catalogue of Life.